# Ободівські сосни

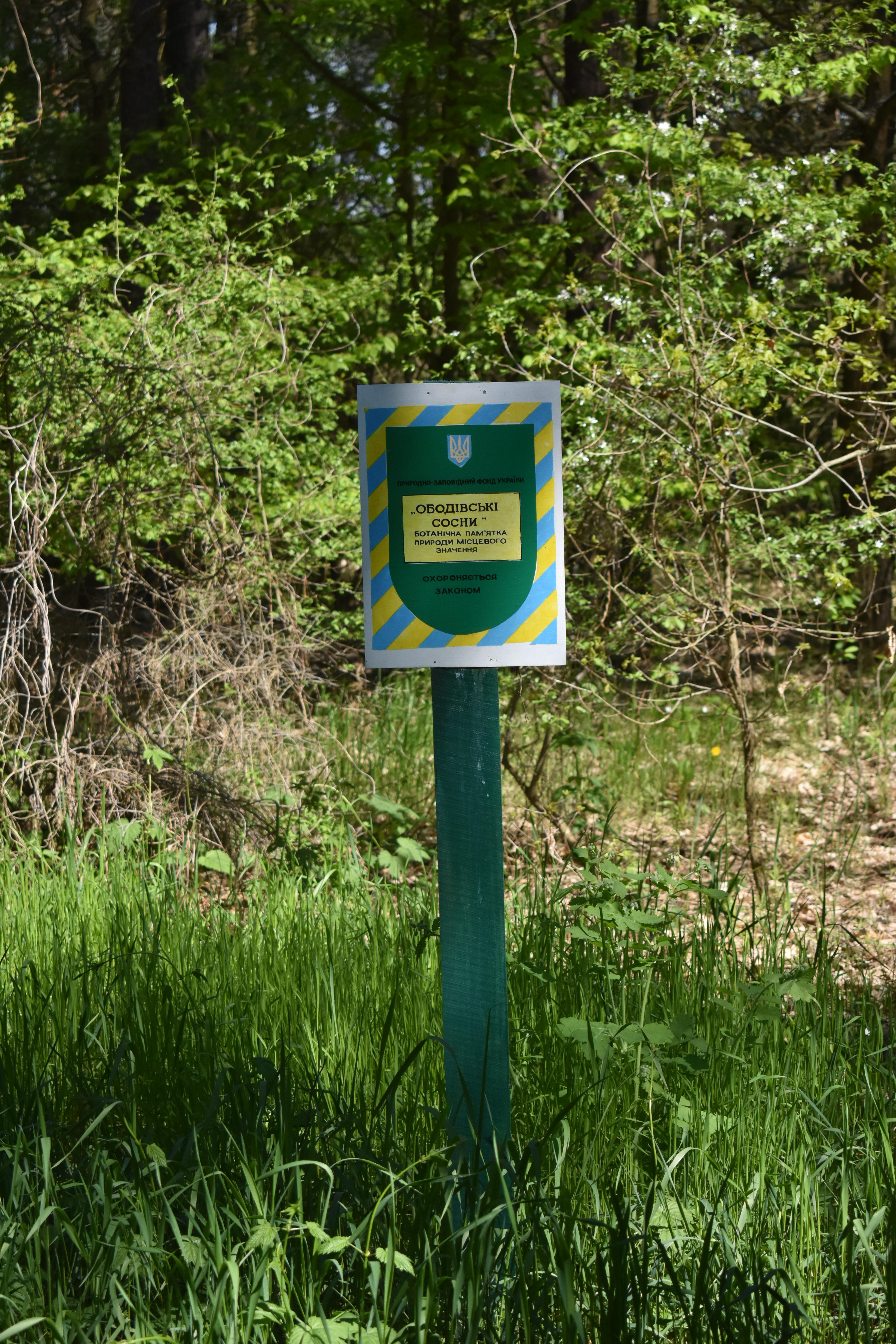
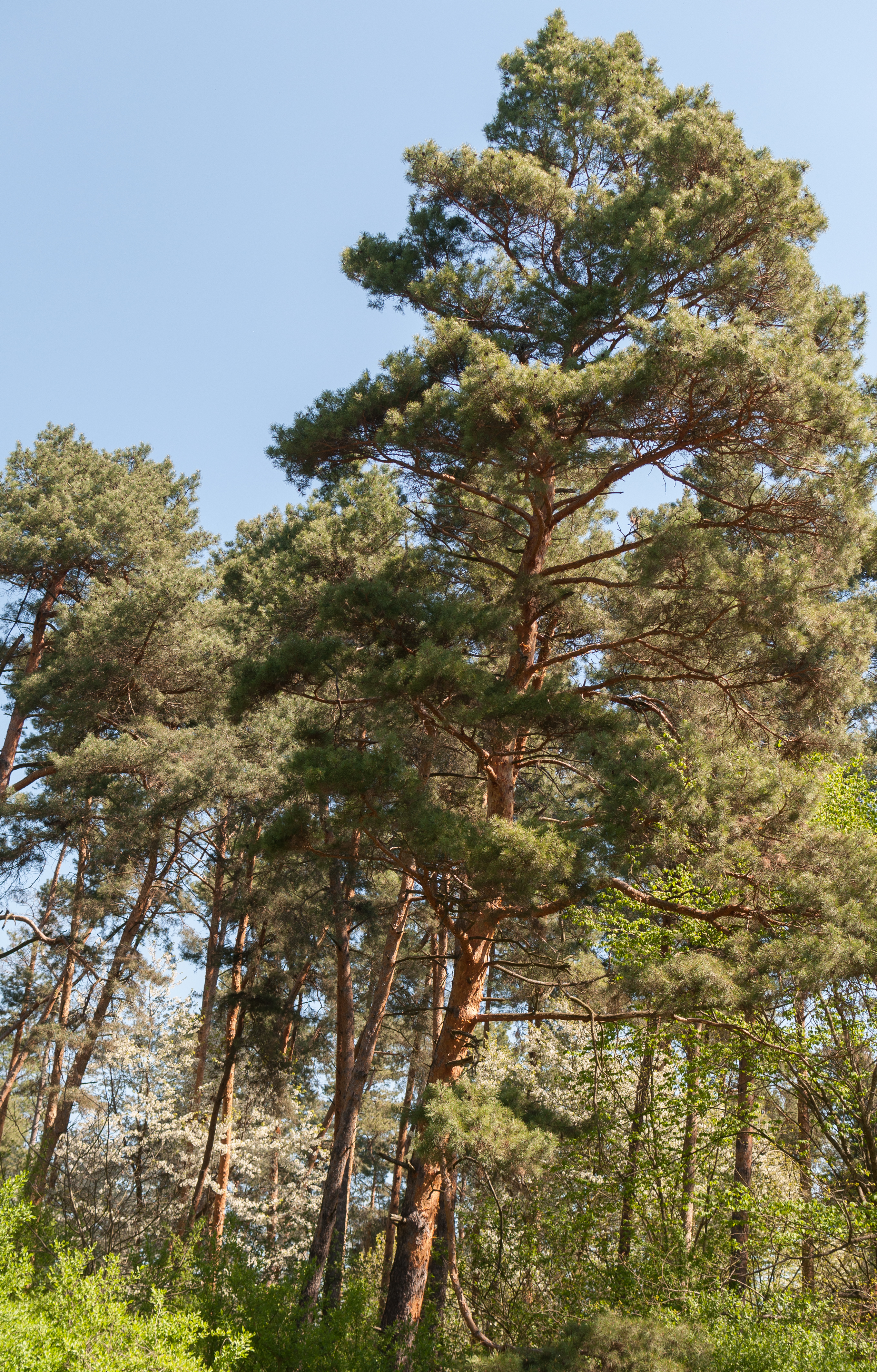

Ободівські сосни — ботанічна пам'ятка природи місцевого значення. 
Розташована на території Ободівської сільської ради Гайсинського району Вінницької області (Ободівське лісництво, кв. 2 діл. 2, 4) у лісовому масиві між селами Ободівка та Баланівка. 
Оголошена відповідно до рішення Вінницького облвиконкому від 29.08.1984 р. № 371. Охороняється ділянка цінного високопродуктивного соснового насадження віком приблизно 100 років.